# 文子とはつ
『文子とはつ』は、1977年下半期に放送された連続ドラマ(西澤裕子によるオリジナル脚本)で『ポーラテレビ小説』の第19作に当たる。俳優座の香野百合子と新人の藤真利子を起用し初のダブルヒロインとなった。

## あらすじ
明治38年（1905年）、井川一家は東京を離れ故郷の木曽へ向かっていた。文子は10年ぶりのはつとの再会に胸をはずませていた。乳母せきの乳で文子とはつは姉妹のように育った。井川本陣は代々続く木曽の旧家。伝右衛門は東京で民友新聞を発行し早期和平を説いていた。日露戦争に湧く世相や軍部からの圧力に嫌気がさし、文子の卒業を機に社主を退き帰郷することにしたのだ。諏訪まで来た一行にニュースが飛び込んできた。先日まで伝右衛門が社主を務めていた民友新聞社が焼き打ちされたのだ。日露戦争の終結とロシアの賠償が樺太（サハリン）半分だったことに不満を持った過激派の仕業だった。首謀者の海軍大尉、平間勝之は和平派の民友新聞を狙ったのだ。文子は平間の名前に憶えがあった。文子の学校に平間が講演で訪れたことがあり、そのりりしい姿にときめいたのだ。諏訪から峠を越え木曽へと向かう一行、はつは待ちきれずに街道まで迎えに出た。しかし美しく成長した文子に気遅れするのだった。叔母のうめは留守中、井川本陣を守っていた。小学校では日露戦争の講演で平間大尉が訪れることになり、村はその話で持ちきりだった。日露戦争に湧く世間は平間大尉をまるで英雄のように考えていたが彼は事件後、謹慎を命じられていた。警察は平間大尉に目を光らせ井川本陣を狙うかも知れないと忠告するが伝右衛門は笑い飛ばした。平間大尉一行は歓迎のなか村に到着し宿舎の寺に落ち着いた。平間大尉は井川家に招待され、井川家の女中となったはつは平間の姿に胸がときめいた。平間は野心家だったがもはや海軍での出世は望めない。晩さんの後、平間は「文子を愛している」と告げる。その言葉を聞いたはつは平間にある手紙を送った。二十三夜の夜、はつは呼び出した平間と会い、文子を樺太に連れていかないよう頼んだ。酒に酔った平間ははつを手にかける。事業で成り上がろうと考える平間は資産家に取り入ろうと文子と結婚した。はつは平間の子を身ごもった。これまでのいきさつを知った文子は半狂乱になるが、文子もまた妊娠していた。はつはお腹の子もすべて引き受けるという深山勘七と一緒になった。平間は東京の事業家、田島から協力を得ようとするが、その妻美津江に接近する。やがてこの関係は田島の知るところになり、二人は田島の銃弾を浴びて息絶えた。悲しい事件から8年、文子は息子の一だけが生きがいだった。しかし一はわがまま放題に育ち文子や伝右衛門の言葉に耳をかそうとしない。刑を終え出所してきた田島は何もかも無くしたが、伝右衛門はその田島に会社を任せた。
昭和6年（1931年）、勘当されていた一は女給の宮子を伴って帰ってきたが、文子を女中同然に扱うのだった。秋になりはつの息子市太郎の婚礼が行われることになった。一と宮子は屋敷山林を売り払い姿を消した。本陣屋敷を去る日、文子は額にピストルを向けた。そこに市太郎の婚礼を終えたはつが飛び込んできた。ピストルをもぎ取ると
「もうどこにも行かね」と二人は抱き合った。木曽を舞台に二人の女性の苦難に満ちた人生を描く―。

## 出演
- 井川文子 - 香野百合子
- 井川伝右衛門 - 仲谷昇
- 井川政子 - 北村昌子
- 井川一 - 氏家修
- はつ - 藤真利子
- 寿一 - 草野大悟
- せき - 柳川慶子
- 平間勝之 - 原真也
- うめ - 高山真樹
- 深山勘七 - 長塚京三
- 深山市太郎 - 林昌石
- 田島 - 中丸忠雄
- 美津江 - 范文雀
- きい - 浅野温子
- 天崖和尚 - 田崎潤
- 天崖の妻 - 小林トシ子
- 水沢泰彦 - 松崎登
- 瀬川 - 吉田義夫
- 滋三 - 小野進也
- しず - 横山万里子
- 宮子 - 児島美ゆき
- 木村 - 今福正雄
- つね - 深町綾子
- きみ - 岡本莉利

## スタッフ
- 脚本 - 西澤裕子
- 音楽 - 小松原まさし
- プロデュース - 山田和也
- 演出 - 山田和也
- - 新井定道
- - 山泉脩
- - 田沢正稔
- ナレーター - 香野百合子

## その他
- 香野百合子は桐朋学園演劇専攻科、俳優座養成所を経て劇団俳優座に入団、数々の舞台、ドラマを経験した。オーディションで井川文子役に抜擢された。知性的な雰囲気から「ポスト栗原小巻」と称された（栗原小巻は俳優座の先輩にあたる）。『太陽にほえろ!』、『獅子の時代』、『おしん』などでも印象を残す。俳優座以前には吉田ゆり名義で『ウルトラセブン』に出演している。
- 藤真利子は作家藤原審爾の長女として生まれた。父の元に映画関係者や女優が訪ねてくる環境から「女優になりたい」と思うようになった。演技経験はなかったもののオーディションを経てATG映画でデビュー、やはりオーディションではつ役で主演に抜擢された。その後、映画、ドラマ、舞台、作詞、歌手と幅広いフィールドで活躍した。『ポーラテレビ小説』は新人女優の登竜門でもあったが劇団に属さず芸歴もない素人がここからデビューしたことでも知られる。他に名取裕子、樋口可南子、宮崎美子、萩尾みどり、山本みどり、岡江久美子らがそれに当たる。変わったところでは早稲田大学卒でアナウンサー志望だった浜尾朱美がいる。TBSの入社試験を受けた際にプロデューサーの目に止まりドラマデビューした。「青が散る」に出演したあと女優をやめ、志望通りニュースキャスターに転身した。
- 浅野温子ははつ役のオーディションを受け最終候補まで残ったが、当時16才の浅野に四十代まで演じるのは無理との判断からきい役に回った。脇役ながら存在感を示しブレーク前に出演した貴重な作品といえる。『高校大パニック』に出演するのは翌年である。1976年、山口百恵の映画でクラスメート役でデビュー。西河克己監督は浅野に対して「壺振り師のイメージ」と評した。数々の作品で主演を務めトレンディー女優として一時代を築いた。
- 山田和也は東宝演劇部所属で 『七人の刑事』をはじめ多くのTBSドラマを演出した。
- 音楽の小松原まさしは松坂慶子の主演ドラマ『水中花』の主題歌『愛の水中花』の作曲者として知られる。昭和歌謡から松武秀樹とのコラボでシンセサイザーミュージックまで手がけるなど幅広く活動した。2020年、73歳で死去した。妻は四代目今藤長十郎。
- 西澤裕子は長野県出身の脚本家、小説家。早稲田大学卒業後、俳優座演出研究生を経てシナリオ執筆に入る。出身地長野を舞台とした作品や歴史を題材にした作品が多い。ポーラテレビ小説では本作のほか、『絹の家』、『白き牡丹に』、『夢恋し』で脚本を担当する他、『花王愛の劇場』でも脚本を書いている。
- 当時の「週刊テレビガイド」には1週間分のストーリーが掲載されていた。
- 原作本（ドラマのノベライゼーション）が三笠書房より発売された。